# 파블로 포소
파블로 포소(Pablo Pozo, 1973년 3월 27일~)는 칠레의 축구 심판으로, 칠레 프리메라 디비시온에서 심판으로 활동하고 있다.
그는 1999년에 국제 축구 연맹으로부터 국제 심판 자격을 취득했으며 2003년 9월 10일에 열린 볼리비아와 콜롬비아의 2006년 FIFA 월드컵 남미 지역 예선 경기에서 처음으로 국제 심판으로 활동하였다.
그는 2008년 하계 올림픽 축구에서 네덜란드와 나이지리아, 뉴질랜드와 벨기에의 조별 예선 두 경기, 나이지리아와 벨기에의 준결승전 경기의 주심을 맡았으며 2008년 FIFA 클럽 월드컵에서 애들레이드 유나이티드와 감바 오사카의 8강전 경기, 파추카와 감바 오사카의 3, 4위전 경기의 주심을 맡았다. 이후 그는 2009년 FIFA 컨페더레이션스컵에서 미국과 이탈리아, 스페인과 남아프리카 공화국의 조별 예선 두 경기의 주심을 맡았다.
그는 2010년 FIFA 월드컵에서 포르투갈과 조선민주주의인민공화국, 카메룬과 네덜란드의 조별 예선 두 경기의 주심을 맡았다. 그는 당초 알제리와 슬로베니아의 조별 예선 경기의 주심도 맡을 예정이었지만 경기를 얼마 앞두고 부상을 당하는 바람에 활동하지 못했다. 이 때문에 과테말라 출신의 카를로스 바트레스 심판이 그를 대신해서 주심을 맡았다.

## 주요 활동 경력
- 2008년 하계 올림픽 축구: 네덜란드와 나이지리아, 뉴질랜드와 벨기에의 조별 예선 두 경기, 나이지리아와 벨기에의 준결승전 경기
- 2008년 FIFA 클럽 월드컵: 애들레이드 유나이티드와 감바 오사카의 8강전 경기, 파추카와 감바 오사카의 3, 4위전 경기
- 2009년 FIFA 컨페더레이션스컵: 미국과 이탈리아, 스페인과 남아프리카 공화국의 조별 예선 두 경기
- 2010년 FIFA 월드컵: 포르투갈과 조선민주주의인민공화국, 카메룬과 네덜란드의 조별 예선 두 경기